# Pouteria sapota
Pouteria sapota (Jacq.) H.E.Moore & Stearn, 1967 è un albero della famiglia delle Sapotaceae, di antichissima coltivazione presso le civiltà precolombiane dell'America Centrale per la produzione del suo grande frutto, che veniva chiamato chachaas o chachalhaas dai Maya e tzapotl dagli Aztechi. Nei luoghi di origine è anche chiamato "Mamey zapote", che ha il significato di zapote enorme, essendo il maggiore fra quelli del genere Pouteria, o semplicemente "zapote", termine però usato anche per altre sapotaceae, avendo il significato di "frutto dolce" in nahuatl.
In Italia non è finora stato diffuso nei mercati fruttiferi, per cui non è ancora stato deciso un nome vernacolare definito per la specie né è presente in alcun dizionario, ed i termini zapotone (traduzione di zapote mamey) e ciaciassa (italianizzazione dell'appellativo maya) sono stati raramente usati dai collezionisti di semi tropicali.
Il fruttifero è connesso con il canistel (Lucuma campechiana), con il caimito del Brasile (Pouteria caimito) e con la lucuma del Perù (Lucuma bifera), oltreché alla cainetta (Chrysophyllum cainito) e alla zapotella (Manilkara zapota), tutti appartenenti alla famiglia delle Sapotaceae; non ha invece alcun legame con il Sapote negro (Diospyros digyna) e con il Sapote blanco (Casimiroa edulis), che nonostante il nome appartengono a distinte famiglie botaniche.

## Descrizione

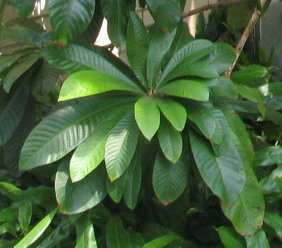
Un gruppo di foglie di Pouteria sapota

È albero ornamentale, perenne, che può raggiungere un'altezza tra i 15 ed i 45 metri. Come la maggior parte degli alberi da frutto si propaga per innesto, pratica culturale che permette di trasmettere le qualità della pianta da cui si prelevano gli innesti, ed inoltre l'arrivo in produzione è così più rapido. Il fusto è eretto e il legno è ricco di un lattice gommoso similmente alle altre sapotaceae.

Le foglie sono lunghe fino a 30 cm e larghe fino a 10 cm. Possono essere sempreverdi o decidue.
Il frutto ha forma in genere ellittica, ma può essere anche rotondo o ovale. Può superare i 10 cm di larghezza e i 30 di lunghezza e pesare oltre i 2 kg. La buccia è di color marrone, ruvida, e l'interno è di color arancio-salmone ma ci sono anche di colore marrone. La polpa commestibile ha consistenza molle e di sapore molto dolce, con un aroma che ricorda il caffè. Ha uno o due grossi semi, lucidi di colore scuro.

## Distribuzione e habitat
L'areale di origine di Pouteria sapota si estende dal Messico meridionale a Panama. È diffusa in coltivazione in tutti gli Stati affacciati sui Caraibi ed anche in Florida. È molto diffuso nel nord-est del Brasile col nome saputi e a Cuba, conosciuto come mamey, viene anche utilizzato a scopi curativi
Questa specie fruttifera si è evoluta a latitudini tropicali in zone di bassa elevazione fino a 600 m e raggiunge altezze superiori ai 1000 m solo in prossimità dell'equatore.

## Coltivazione
Per sviluppare i suoi grandi frutti ha maggiori esigenze di calore di altre specie di Pouteria. Coltivazioni sperimentali nel sud della Florida hanno verificato che tollera brevi abbassamenti termici ma mai le gelate, che uccidono le piante giovani e danneggiano irrimediabilmente anche quelle adulte. L'albero necessita anche di molta acqua e non sopporta una prolungata stagione secca. Non è adatto a zone di forti venti, che distruggono le sue grandi foglie.

## Proprietà del frutto

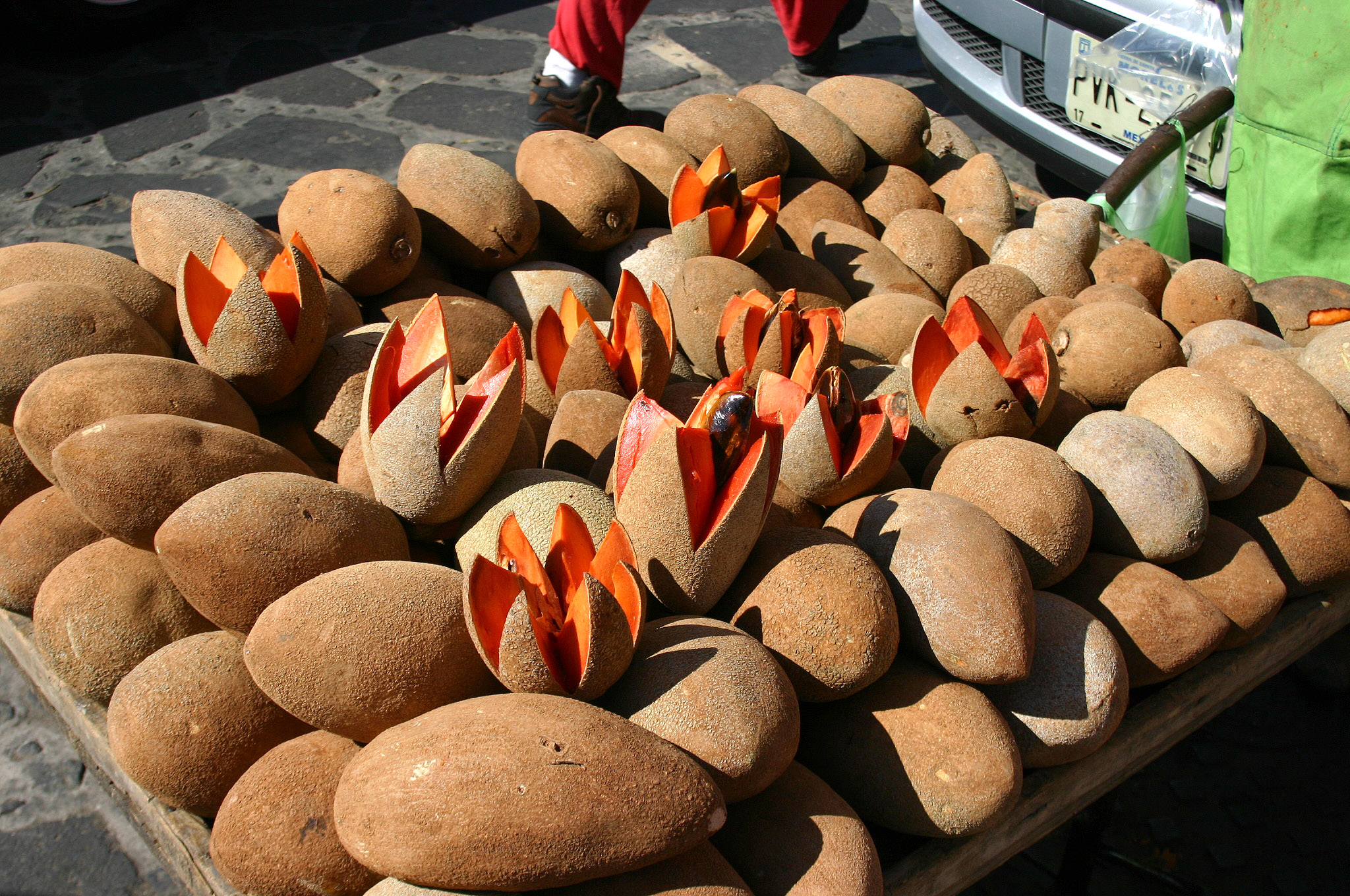
I grossi frutti in un mercato del Messico.

È un frutto assai rispettato nella medicina di alcuni paesi dei Caraibi. Si utilizza molto ritenendosi che sia molto efficace nei confronti delle infermità gastrointestinali. In alcune regioni si utilizza anche contro il mal di testa e malattie veneree. Si utilizza talvolta come antisettico.